# Barrage de Buldan
Ne doit pas être confondu avec Barrage de Derbent.
Le barrage de Buldan est un barrage dans le district de Buldan de la province de Denizli en Turquie.

## Sources
- (en) « Buldan Dam », sur Agence gouvernementale turque des travaux hydrauliques (DSİ)